# Jugoslawo-russinische Sprache
Jugoslawo-Russinisch (oder Jugoslavo-Rusinisch), auch Südrussinisch, Batschka-Russinisch, Woiwodina-Russinisch (Vojvodina-Russinisch), Pannonisch-Russinisch oder Ruthenisch (russinisch руска бешеда/ruska bescheda), wird von der Volksgruppe der Russinen in Kroatien und Serbien gesprochen.

## Geschichte
Jugoslawo-Russinisch (Eigenschreibweise бачваньска руска бешеда/batschwanska ruska bescheda) wird zwar heute nur noch von gut 20.000 Menschen in der serbischen Vojvodina und im kroatischen Slawonien gesprochen, ist jedoch bereits 1923 in der Grammatik von Hawrijil Kostelnik kodifiziert worden. Nach dem Zweiten Weltkrieg wurden die Russinen in Jugoslawien als nationale Minderheit anerkannt. Es gab eine russinische Zeitung, Radio- und Fernsehsendungen und Schulunterricht. Seit 1970 wurde Russinisch auch auf Abiturniveau am Gymnasium von Ruski Krstur unterrichtet. Es wurden Schulbücher herausgegeben und 1981 ein Lehrstuhl für russinische Philologie an der Universität von Novi Sad eingerichtet. Seit dieser Zeit ist Russinisch auch im Verkehr mit der lokalen Verwaltung einiger Orte der Vojvodina zugelassen. Jugoslawo-Russinisch ist daher heute eine voll ausgebaute Schriftsprache.
Es ist zu beachten, dass das Jugoslawo-Russinische außerhalb Serbiens sehr oft zusammen mit dem Karpato-Russinischen als eine einzige Sprache „Russinisch“ betrachtet wird. Außerdem wird vor allem in der Ukraine das Jugoslawo-Russinische, ebenso wie das Karpato-Russinische oft als ukrainischer Dialekt bezeichnet, da in der Ukraine auch die Existenz einer russinischen Nationalität verneint wird. Zusätzlich gibt es auch die Meinung, es sei ein Dialekt des Slowakischen. In der Slowakei selbst überwiegt heute wohl die Ansicht, es handle sich um einen ostslowakisch-westukrainischen Übergangsdialekt. In der Tat enthält das Jugoslawo-Russinische sehr viele ostslowakische Elemente (mehr als das im Osten der Slowakei gesprochene Karpato-Russinische), so dass umstritten ist, ob es noch als ostslawische (wie das Ukrainische) oder schon als westslawische Sprache (wie das Slowakische) zu klassifizieren ist.